# Ole Rømer
Ole Christensen Rømer (Århus, 25 de septiembre de 1644-Copenhague, 19 de septiembre de 1710) fue un astrónomo danés, famoso por ser la primera persona en determinar la velocidad de la luz en el año 1676 con un valor inicial de 225.000 km/s. Fue, a su vez, el inventor del micrómetro para observar eclipses y el telescopio meridiano (anteojo meridiano). En 1701, Ole ideó una escala de medida de temperatura llamada Grado Rømer, que hoy ya ha caído en desuso.

## Biografía
Rømer nació el 25 de septiembre de 1644 en Aarhus, hijo del comerciante y patrón Christen Pedersen (fallecido en 1663), y de Anna Olufsdatter Storm (c. 1610 - 1690), hija de un regidor acomodado. Desde 1642, Christen Pedersen empezó a utilizar el nombre de Rømer, que significa que era de la isla danesa de Rømø, para distinguirse de otras personas llamadas Christen Pedersen. Hay pocos registros de Ole Rømer antes de 1662, cuando se graduó en la antigua Aarhus Katedralskole (la escuela de la catedral de Aarhus), se trasladó a Copenhague y se matriculó en la Universidad de Copenhague. Su mentor en la Universidad fue Rasmus Bartholin, que publicó su descubrimiento de la doble refracción de un rayo de luz por la chispa de Islandia (calcita) en 1668, mientras Rømer vivía en su casa. Rømer tuvo todas las oportunidades de aprender matemáticas y astronomía con las observaciones astronómicas de Tycho Brahe, ya que Bartholin se había encargado de prepararlas para su publicación.
En 1672, merced a la intervención de Jean Picard, se trasladó a Francia, ingresando en la recién creada Academia de Ciencias de Francia en París. Dicha academia fue creada en 1666 durante el reinado de Luis XIV.
Su ministro Colbert se apercibió de la importancia de que Francia se convirtiera en primera potencia científica y, con fondos aparentemente ilimitados, consiguió que Christian Huygens, Picard y, sobre todo, Giovanni Doménico Cassini se unieran al proyecto.
Rømer fue contratado por el gobierno francés: Luis XIV le nombró tutor del Dauphin.
En 1681, Rømer regresó a Dinamarca y fue nombrado profesor de astronomía en la Universidad de Copenhague.
Merced a la influencia de Rømer se introdujo el calendario gregoriano en Dinamarca en el año 1701.
Como matemático real, Rømer introdujo el primer sistema nacional de pesos y medidas en Dinamarca el 1 de mayo de 1683.
Rømer desarrolló una de las primeras escalas de temperatura mientras convalecía de una fractura en una pierna. Daniel Gabriel Fahrenheit le visitó en 1708 y modificó la escala de Rømer, dando como resultado la conocida escala de temperatura Fahrenheit que aún se utiliza en algunos países.
El 19 de septiembre de 1710, a la edad de sesenta y cinco años, Rømer murió a consecuencia de un cálculo.
Casi todos los manuscritos del ilustre astrónomo se perdieron en el terrible incendio que destruyó el Observatorio de Copenhague, sito en la Rundetårn, la Torre Redonda, el 20 de octubre de 1728.

## Su obra

### Medición de la velocidad de la luz con los satélites de Júpiter

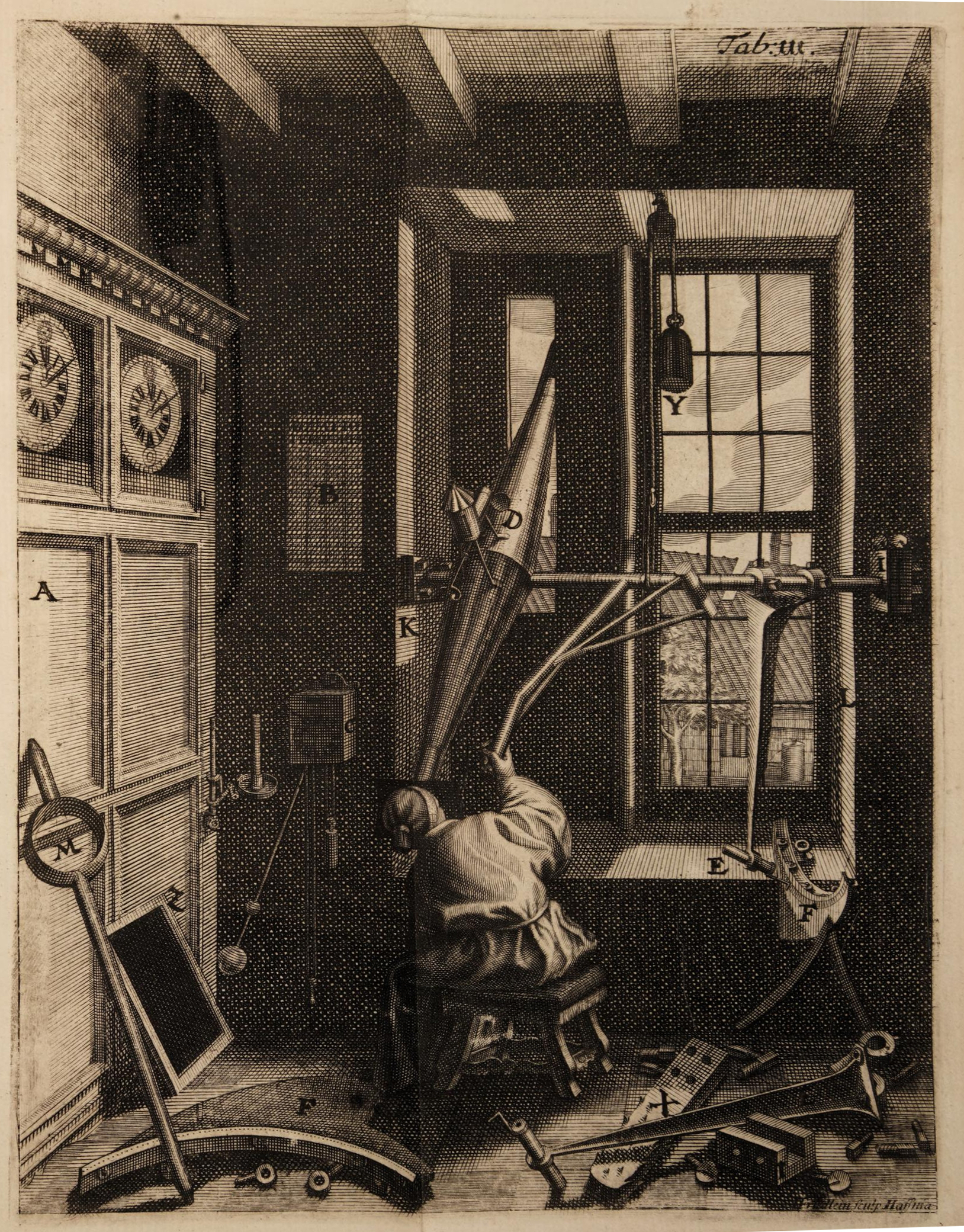
Ole Rømer utilizando su telescopio

Las observaciones del primer satélite de Júpiter efectuadas por Römer y Giovanni Doménico Cassini indicaron una desigualdad, que los dos sabios creyeron poder atribuir a la propagación sucesiva de la luz (Observatorio de París, año 1676). Cassini no tardó en desechar esa idea tan justa; por el contrario Römer la mantuvo, uniendo de esta manera su nombre a uno de los más grandes descubrimientos que enorgullecen a la astronomía moderna.
Una noche de 1676, Römer observaba solitario las lunas de Júpiter y cayó en la cuenta de que el lapso del tiempo que transcurre  entre los eclipses de Júpiter con sus lunas era más corto cuando la Tierra se movía hacia Júpiter, y más largo cuando esta se alejaba. Con su telescopio observó detenidamente el satélite de Júpiter, Ío, y estimó que la luz tardaba 22 minutos en cruzar el diámetro de la órbita de la Tierra, aunque las estimaciones modernas se aproximan más a los 17 minutos.
Durante ocho años de observaciones, Rømer descubrió por ensayo y error cómo tener en cuenta el retardo de la luz al calcular las efemérides de Io. Calculó el retraso como una proporción del ángulo correspondiente a una posición dada de la Tierra con respecto a Júpiter, Δt = 22-(α⁄180°)[minutos]. Cuando el ángulo α es de 180°, el retardo pasa a ser de 22 minutos, lo que puede interpretarse como el tiempo necesario para que la luz atraviese una distancia igual al diámetro de la órbita terrestre, H a E. (En realidad, Júpiter no es visible desde el punto de conjunción E.) Esa interpretación permite calcular el resultado estricto de las observaciones de Rømer.
Se ha hecho notar que después de la idea tan feliz de atribuir las diferencias que se observan entre las vueltas del primer satélite de Júpiter a los límites del cono de sombra durante la primera y la segunda cuadratura del planeta y de la propagación de la luz, Römer, inexplicablemente, desdeñó demostrar que en la misma hipótesis se encontraba la explicación de las desigualdades notadas también en los otros tres satélites.
Podría extrañar que no hubiese tratado de evaluar la velocidad de la luz con más exactitud de la que aplicó. Peder Horrebow, el discípulo predilecto de Römer y su más ferviente admirador, fijó en 14 m 10 s, en vez de 8 m 13 s, el tiempo que tarda la luz en atravesar la distancia que separa al Sol de la Tierra.

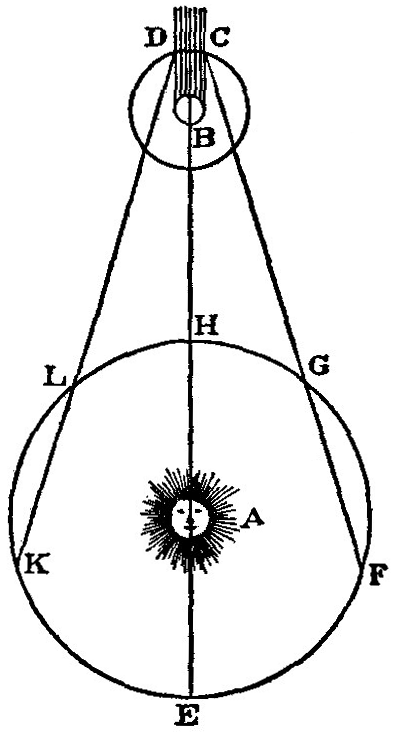
Ilustración del artículo de 1676 sobre la medición de Rømer de la velocidad de la luz. Rømer comparó la duración de las órbitas de Io cuando la Tierra se acercaba a Júpiter (F a G) y cuando la Tierra se alejaba de Júpiter (L a K).

### El anteojo
Römer, que había sido testigo en París de las dificultades para hacer mover en el plano del meridiano la lente de un cuarto de círculo mural, es decir, una lente equilibrada sobre un eje muy corto y obligada a aplicarse continuamente sobre un limbo imperfectamente hecho, imaginó y construyó el anteojo meridiano.
Este instrumento que hoy día puede verse en muchos observatorios astronómicos se debe, por lo tanto, a la inventiva del astrónomo danés.

### El micrómetro
Se le debe también la invención de un ingenioso micrómetro, de uso muy común hacia finales del siglo XVII en la observación de los eclipses. Con este micrómetro se podía aumentar o disminuir la imagen del Sol o de la Luna hasta que estuvieran entre dos hilos situados cerca del ocular.

A partir de las propiedades de los epicicloides dedujo la forma más adecuada que debían tener los dientes de una rueda dentada para asegurar un movimiento uniforme.

## Medalla Ole Rømer
El Consejo Danés de Investigación en Ciencias Naturales concede anualmente la Medalla Ole Rømer a la investigación destacada.

## Museo Ole Rømer
El Museo Ole Rømer se encuentra en el municipio de Høje-Taastrup, Dinamarca, en el emplazamiento excavado del observatorio de Rømer Observatorium Tusculanum en Vridsløsemagle. El observatorio se inauguró en 1704 y estuvo en funcionamiento hasta 1716 aproximadamente, cuando los instrumentos restantes se trasladaron a la Rundetårn (Torre Redonda), en Copenhague  En el museo se expone una gran colección de instrumentos astronómicos antiguos y más recientes. El museo se inauguró en 1979 y desde 2002 forma parte del museo Kroppedal, situado en el mismo lugar.

## Honores
En Dinamarca, Ole Rømer ha recibido diversos homenajes a lo largo de la historia. Ha sido retratado en billetes de banco, la colina homónima de Ole Rømer lleva su nombre, al igual que calles de Aarhus y Copenhague (Ole Rømers Gade y Rømersgade respectivamente) En su honor, el observatorio astronómico de la Universidad de Aarhus lleva el nombre de Observatorio Ole Rømer (Ole Rømer Observatoriet), y un proyecto de satélite danés para medir la edad, la temperatura y las condiciones físicas y químicas de determinadas estrellas recibió el nombre de Satélite Rømer. Sin embargo, el proyecto de satélite quedó varado en 2002 y nunca llegó a realizarse..

## Eponimia
- El Observatorio Ole Rømer de Aarhus, en Dinamarca.
- El cráter lunar Römer.[29]
- El asteroide (2897) Ole Römer.[30]